# تبریان (فاروج)
تبریان روستایی در دهستان فاروج بخش مرکزی شهرستان فاروج استان خراسان شمالی ایران است. تبریان نزدیک ترین روستا به کوه شاه جهان (بلند ترین کوه خراسان شمالی) قرار دارد. همچنین این روستا با ۲۰۸۷ متر ارتفاع از سطح دریا مرتفع ترین روستای خراسان شمالی محسوب می شود. تبریان در فاصله ۴۰ کیلومتری جنوب فاروج (مرکز شهرستان) قرار دارد.

## جمعیت
بر پایه سرشماری عمومی نفوس و مسکن در سال ۱۳۹۵ جمعیت این مکان ۱۳۸ نفر (۴۲خانوار) بوده‌است.